# Curro Vargas (escritor)

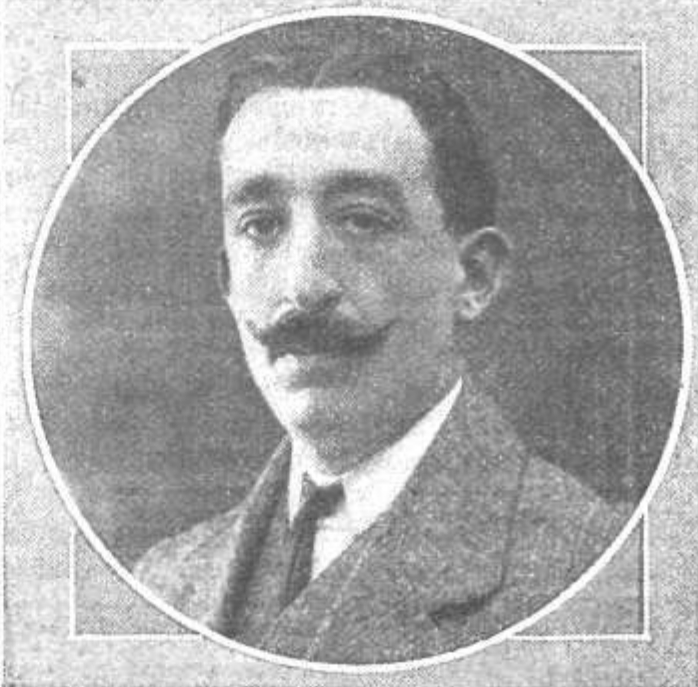
Retrato de Fernando de Urquijo (Mundo Gráfico, 1913)

Curro Vargas, seudónimo de Fernando de Urquijo y Marín de Aguirre (1882 – c. 1936), fue un periodista y escritor español que también firmó, en alguna ocasión, como El amigo Teddy. Fue uno de los redactores principales del periódico El Debate, vinculado a la Asociación Católica Nacional de Propagandistas, de la que fue miembro. Colaboró, igualmente, en La Correspondencia de España, Actualidades y El País, y dirigió, durante un breve periodo de tiempo, el periódico cacereño La Concordia,así como la revista El Cuento Azul.Murió durante la Guerra Civil.

## Obras

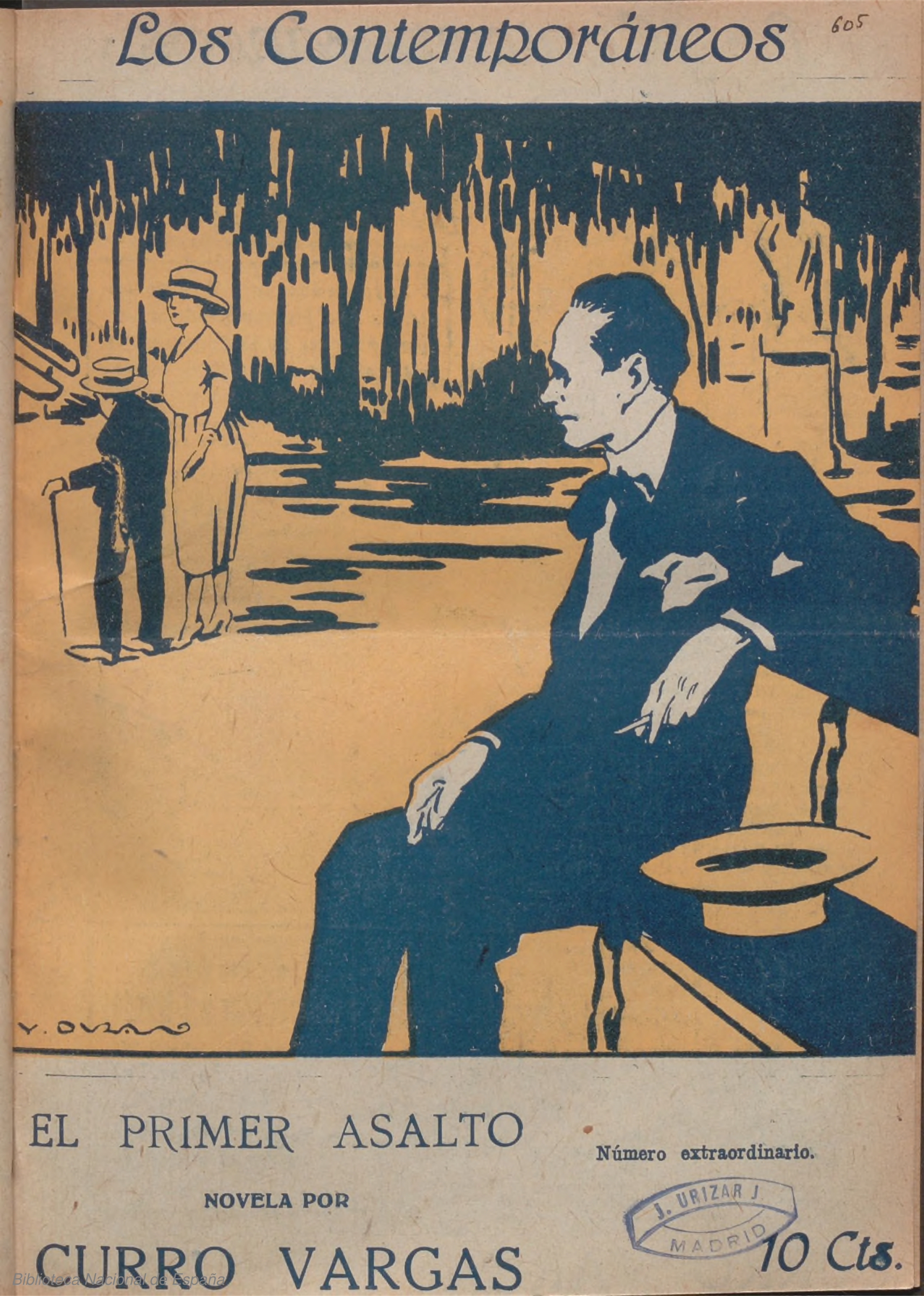
El primer asalto (Los Contemporáneos, 1920)

- A sangre y fuego (Republicanerías) (1907)[7]
- La campaña del Rif en 1909. Juicios de un testigo (c. 1910)[7]
- De mi cartera (c. 1910)[7]
- Películas. Apuntes de crítica social (c. 1910)[7]
- Diseños impresionistas (1912)[7]
- El rey Tenorio (1917),[7] publicada en la colección Los Contemporáneos.
- El primer asalto (1920),[7] publicada en la colección Los Contemporáneos.
- La aventura de Nati (1927)[7]
- Cada alma, su senda (1927)[7]
- La morenita (1927)[7]